# Daniel Horlaville
Daniel Horlaville, né le 22 septembre 1945 à Oissel (Seine-Maritime) et mort le 28 avril 2019, est un footballeur français, devenu entraîneur. 
Il est en 1969 le dernier joueur de l'histoire du football français à être sélectionné en équipe de France A alors qu'il est amateur, et demeure le seul footballeur amateur de l'après-guerre à avoir été sélectionné en équipe de France.

## Carrière
Daniel Horlaville fait ses premiers pas de footballeur au Club athlétique d'Oissel (CAO), où il arrive en 1953 et reste dix ans. En 1963, à dix-huit ans, il signe à l’US Quevilly, à quelques kilomètres de Oissel, un des meilleurs clubs du championnat de France amateur. Il y évolue en junior, puis rapidement senior. Pendant sa période à l’US Quevilly, il remporte un nouveau titre de championnat de France amateur pour le club en 1967, face à l'Entente Fontainebleau Bagneaux Nemours en finale (3-2), et atteint le stade des demi-finales de la Coupe de France en 1968, où son équipe n'est éliminée qu'en prolongation par les Girondins de Bordeaux au Parc des Princes (1-2). 
Il connaît plusieurs sélections en équipe de France amateur, avec laquelle il est « co-vainqueur » du tournoi de football des Jeux méditerranéens de 1967 à Tunis, puis participe aux Jeux olympiques d'été de 1968 à Mexico. Titulaire au milieu de terrain, Horlaville dispute les trois matchs de poule, au cours desquels il marque un but, puis le quart de finale perdu face au Japon.
Alors qu'il évolue toujours à l'US Quevilly, Horlaville est en 1969 le seul joueur de football français de l'après-guerre à porter le maillot de équipe de France A tout en étant amateur et sans avoir été professionnel auparavant (Antoine Cuissard avait aussi en 1946-1947 été sélectionné comme amateur en équipe de France A mais après une sélection comme professionnel). Le 30 avril 1969, une sélection française rajeunie inaugure le nouveau Parc des Princes et y affronte la Roumanie. Horlaville dispute la première mi-temps au poste de meneur de jeu.
En 1970, l'US Quevilly est promue dans la nouvelle Division 2 « Open », ouverte aux clubs amateurs. Après une saison à ce niveau, il est recruté par le vainqueur du championnat, le Paris Saint-Germain, créé seulement un an plus tôt. À 26 ans, il signe son premier contrat professionnel et découvre la première division. Il ne joue que sept matchs dans l'élite pour sa première saison, à l'issue de laquelle l'équipe est rebaptisée « Paris Football Club » à la demande de la mairie de Paris. Il s'impose progressivement comme titulaire et réalise deux saisons complètes à Paris. Mais l'équipe est reléguée en 1974, et Horlaville repart en Normandie. Il signe au FC Rouen, club ambitieux de 2e division. Après trois saisons en D2, il connaît la joie d'une nouvelle promotion dans l'élite en 1977 après un barrage vainqueur face au FC Gueugnon. Il dispute en 1977-1978 sa dernière saison professionnelle en première division.
Après la relégation du club rouennais, Daniel Horlaville entame sa reconversion dans son club formateur, rebaptisé CMS Oissel en 1968, d'abord comme entraîneur-joueur, puis seulement comme entraîneur à partir de 1981. Il conserve ses attributions d'entraîneur jusqu'en 2001, avant de prendre du recul et d'intégrer l'équipe technique. Il appartient toujours à l'encadrement du club en 2008.

## Famille
Daniel Horlaville est le père de quatre enfants dont Christophe Horlaville, devenu à son tour footballeur professionnel.

## Statistiques
- 82 matchs en Division 1 (9 buts)[6]
- 80 matchs en Division 2 et barrages de promotion (19 buts)
- 1 sélection en équipe de France A (1969)[7]

## Palmarès
- Champion de France amateur en 1967
- Co-vainqueur des Jeux méditerranéens de 1967
- Quart de finale des Jeux olympiques de 1968